# Tapiolan Honka
Il Tapiolan Honka, precedentemente noto come Espoon Honka, è una squadra di pallacanestro della città di Espoo, in Finlandia, che gioca nella Korisliiga.
La polisportiva è stata fondata nel 1957 con la denominazione di Tapion Honka. Nel 1975 il club si divise in tre diversi gruppi, per gestire tre diversi sport: basket (Tapiolan Honka), calcio ("FC Honka"), e hockey sul ghiaccio ("Jäähonka"). Nel corso degli anni la sezione cestistica ha assunto il nome di Espoon Honka.
A causa di problemi finanziari, l'Espoon Honka non ha potuto disputare l'edizione 2011-2012 della Korisliiga. La squadra è stata così rifondata, sempre nel 2011, ed è tornata ad avere la denominazione Tapiolan Honka.

## Palmarès
- Campionato finlandese: 13

1967-68, 1968-69, 1969-70, 1970-71, 1971-72, 1973-74, 1975-76, 1978-79, 2000-01, 2001-02, 2002-03, 2006-07, 2007-08
- Coppa di Finlandia: 5

1973, 1974, 1975, 2001, 2009